# Kvicksund
Kvicksund är en landskaps-, läns- och kommungränsöverskridande tätort. Ett smalt, 50–100 meter brett, sund i Mälaren delar samhället i två delar. Den norra delen är belägen i Västerås kommun i Västmanlands län i Västmanland. Södra delen ingår i Eskilstuna kommun i Södermanlands län i Södermanland.

## Historia
Ortnamnet kommer troligen av ordet kvick och syftar på strömdraget i sundet.
Här har funnits färjeförbindelse sedan hundratals år och när järnvägen drogs fram på 1870-talet kompletterades den med en järnvägsbro. I gamla tider kunde man lösa biljett antingen för att åka med båten eller gåbiljett. Med gåbiljett var man tvungen att gå på järnvägsrälsen för att ta sig över. På 1920-talet byggdes en svängbro, som 1976 ersattes av en modern klaffbro. Den nya Kvicksundsbron ligger strax väster om den gamla svängbron. I samband med att den nya bron byggdes flyttades även järnvägen och järnvägsbron västerut. Därigenom kunde bilvägen dras där järnvägen tidigare gått. Kvar av den gamla svängbron finns det södra brofästet och fundamentet i mitten där själva svängdelen var förankrad.
I Kvicksund fanns förr ett tegelbruk. Området har riklig tillgång till såväl lera som sand och vatten. Tegelbruket låg vid den nuvarande Kvicksundsbrons södra fäste. Teglet skeppades med båtar till Mälarens hamnar och finns fortfarande att beskåda till exempel på fastigheter i Stockholm.
På den norra sidan låg ett värdshus. Värdshuset revs i början av 1990-talet och ersattes av bostadshus (BRF Stensjöpärlan).
Vispråmen Storken var ett känt uteställe i Stockholm på 1960- och 1970-talen. Den slutade sina dagar i Kvicksund, där den under flera år låg vid en kaj nedanför Kvicksundsbron. Senare eldades den upp.

### Befolkningsutveckling
| Befolkningsutvecklingen i Kvicksund 1950–2020                                                                                    | Befolkningsutvecklingen i Kvicksund 1950–2020 | Befolkningsutvecklingen i Kvicksund 1950–2020 | Befolkningsutvecklingen i Kvicksund 1950–2020 | Befolkningsutvecklingen i Kvicksund 1950–2020 |
| --- | --------------------------------------------- | --------------------------------------------- | --------------------------------------------- | --------------------------------------------- |
| |                                               |                                               |                                               |                                               |
| År |                                               |                                               | Folkmängd                                     | Areal (ha)                                    |
| 1950 | 1950                                          |                                               | 591                                           |                                               |
| 1960 | 1960                                          |                                               | 540                                           |                                               |
| 1965 | 1965                                          |                                               | 508                                           |                                               |
| 1970 | 1970                                          |                                               | 510                                           |                                               |
| 1975 | 1975                                          |                                               | 672                                           |                                               |
| 1980 | 1980                                          |                                               | 826                                           |                                               |
| 1990 | 1990                                          |                                               | 1 294                                         | 291                                           |
| 1995 | 1995                                          |                                               | 1 370                                         | 301                                           |
| 2000 | 2000                                          |                                               | 1 566                                         | 306                                           |
| 2005 | 2005                                          |                                               | 1 714                                         | 307                                           |
| 2010 | 2010                                          |                                               | 1 768                                         | 311                                           |
| 2015 | 2015                                          |                                               | 2 179                                         | 467                                           |
| 2018 | 2018                                          |                                               | 2 163                                         | 462                                           |
| 2020 | 2020                                          |                                               | 2 253                                         | 480                                           |
| Anm.: 2015 utökade tätortens område och områdena för de tidigare småorterna Roparudden och Sundbyvik blev en del av denna tätort |                                               |                                               |                                               |                                               |

## Samhället
På den södra sidan, som innehåller ortens centrum, tillhandahåller Eskilstuna kommun vatten och avlopp samt en grundskola för årskurs 1–9 (uppförd 1998). Avtal finns mellan kommunerna så att även Västeråsbarnen går i skolan i södra delen. På Nyckelön (norra delen) tillhandahåller Västerås stad vatten och avlopp för de som är anslutna till nätverket. Många fastigheter är självförsörjande på vatten genom egna brunnar.
Orten har många fritidshus och sommargäster, men många fritidshus förändras till permanentboenden. I servicen på orten ingår mataffär, en bensinmack, två matställen (pizzerior/gatukök), golfbanan Kvicksund GK samt en båthandlare. Den ena av matserveringarna bedriver även kioskrörelse och uthyrning av dvd-filmer.
Mälardalens Brand & Räddningstjänstförbund och Räddningstjänsten Eskilstuna har genom ett samarbetsprojekt en första insatsperson i området. Personen har beredskap och disponerar en mindre släckbil under beredskapsveckan. Vid larm åker personen direkt till larmadressen och gör en insats i väntan på styrkor från Eskilstuna, Västerås eller Kolbäck.
Badplatsen Sandabadet ligger på Nyckelöns västra sida cirka tre kilometer norr om Kvicksund.

## Kommunikationer

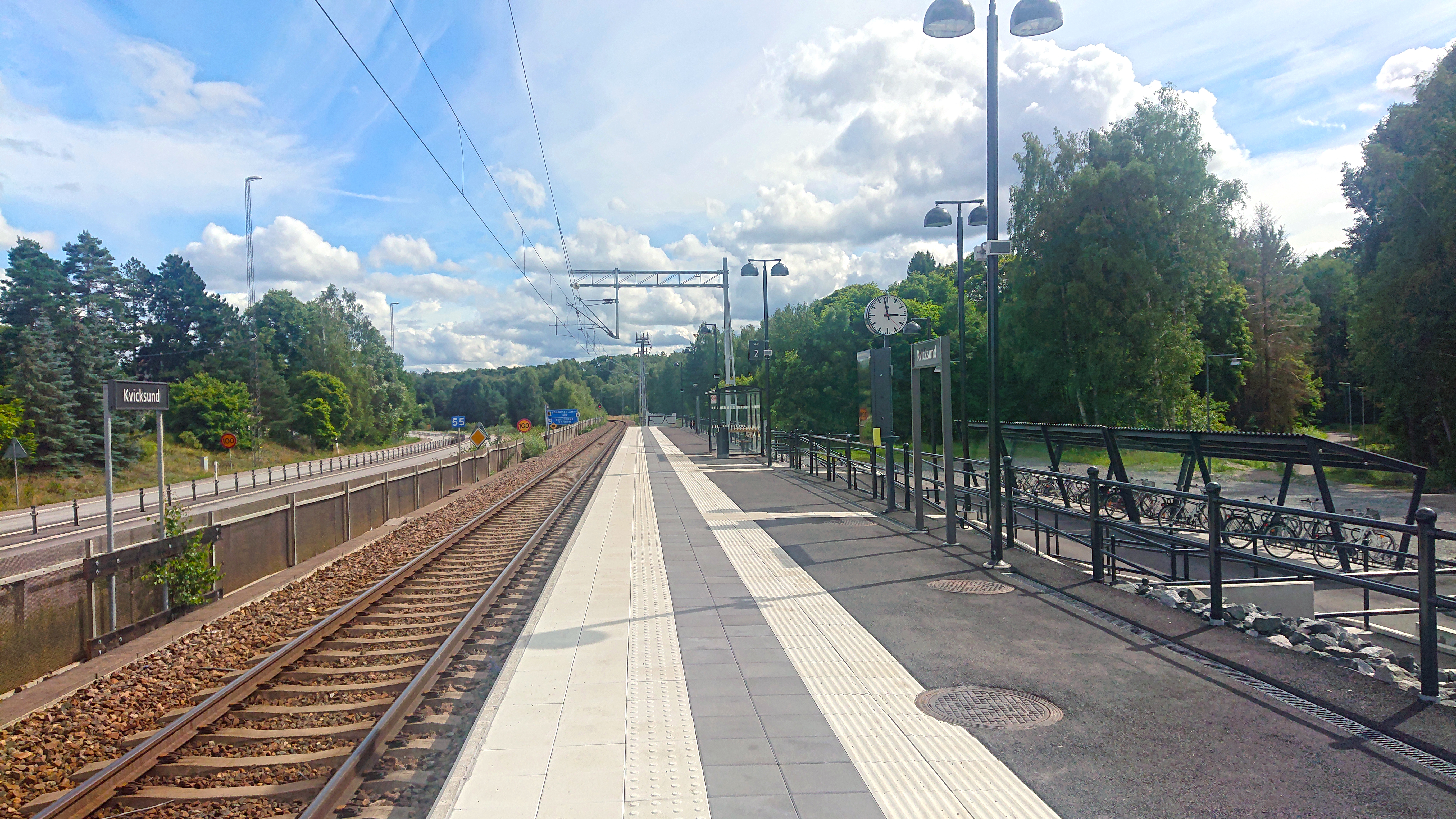
Järnvägsstationen i Kvicksund, juli 2020.

Orten har egen station vid järnvägen Sala–Oxelösund. Inom trafikplatsen Kvicksund finns mötesstation på Västeråssidan och en hållplats för persontåg på Eskilstunasidan. Där stannar UVEN-tåget med förbindelser till bland annat Uppsala, Västerås, Eskilstuna, Katrineholm och Linköping. Även Riksväg 56 går genom orten.

## Kända personer
Bland mer eller mindre kända personer med anknytning till Kvicksund kan nämnas programledaren/komikern/språkforskaren Fredrik Lindström, som är en av sommargästerna, skådespelerskan Gunn Wållgren, som i ungdomsåren tillbringade somrarna i sommarvillan Söndagskullen på Nyckelön i Kvicksund, musikern Gösta Linderholm, serieskaparen Gösta Gummesson, schlagersångaren Stefan Rudén, ishockeyspelaren Anders Parmström och kapellmästaren Egon Kjerrman. Även Rolling Stones basist Bill Wyman bodde med sin svenska flickvän Astrid i Kvicksund under en period.